# Ouzo Bazooka
Ouzo Bazooka ist eine psychedelische Indie-Rock-Band aus Tel Aviv, Israel.

## Bandgeschichte
Gegründet wurde die Band 2013 in Tel Aviv und brachte 2014 im Vertrieb von Helicon Music ihr gleichnamiges Debütalbum heraus. Es erschien als CD und Vinyl in Israel und außerdem beim Label Tuff Beats in Japan. Zwei Jahre später nach extensivem Touren im eigenen Land folgte das nächste Album Simoom bei Setalight Records in Berlin. Anfang 2019 kam mit Transporter das dritte Album, das nach zahlreichen internationalen Auftritten der Band bei Festivals im Vorfeld auch in Deutschland positive Besprechungen bekam. Es erschien in Großbritannien beim Indie-Label Stolen Body Records und für den Nahen Osten beim Istanbuler Label Tantana Records. Beim kleinen französischen Indie-Label Slice of Wax Records erschienen zudem 2015, 2016 und 2019 jeweils eine Single, bei Stolen Body Records 2018 zwei.
Von den ursprünglichen Bandmitgliedern haben der in Israel lebende US-amerikanische Bassist Adam Scheflan nach dem zweiten Album und Bassist Dor Koren nach dem dritten die Gruppe wieder verlassen. Die aktuelle Besetzung besteht aus Keyboarder Dani Ever-HaDani, Sängerin Yurika Hanashima, Schlagzeuger Ira Raviv sowie Frontmann und Gitarrist Uri Brauner Kinrot. Von Kinrot stammen abgesehen von wenigen Coverversionen sämtliche Kompositionen aller drei Alben. Bei den Songtexten indes hat er auf Transporter drei Texte von Allan Moon schreiben lassen. Auch die Tonstudioarbeit des Aufnehmens, Mixens und Produzierens übernahm Kinrot auf Transporter selbst. Nur das Mastern überließ er dem kalifornischen Toningenieur Tim Green. Außer der Hauptgesangsstimme bringt der Multiinstrumentalist Kinrot diverse E-Gitarren in den Sound ein sowie gelegentlich Perkussion, Bass und Keyboards. Er ist der Mastermind und Bandleader, ohne den bei diesem musikalischen Projekt nichts weiter ginge.

## Stil
Der an Seventies-Surf-Rock erinnernde psychedelische Indie-Rock von Ouzo Bazooka ist ziemlich tanzbar. Alle Bandmitglieder dürfen Backing Vocals mitsingen, so dass Harmoniegesang entsteht. Leichte melodische Einfärbungen mit orientalischen Verzierungen und Rhythmen geben dem Sound ein wenig Mittelost-Feeling. Basis ist guter alter Bluesrock.

## Diskografie
- 2014: Ouzo Bazooka
- 2016: Simoom (Setalight)
- 2018: Songs from 1001 Nights (Stolen Body)
- 2019: Transporter (Stolen Body)
- 2021: Dalya (Stolen Body)

## Belege
1. ↑  Surfin' Israel: 60s-Garage Rock mit Beach-Vibes, laut.de-Kritik vom 11. Januar 2019, abgerufen am 10. März 2019
2. ↑  Ouzo Bazooka – Transporter, Besprechung des Albums vom 9. Januar 2019, abgerufen am 10. März 2019
3. ↑  Ouzo Bazooka Zu Gast im radioeins Studio, 31. Januar 2019, abgerufen am 10. März 2019
4. ↑  siehe Discogs
5. ↑  Band Ouzo Bazooka: So klingt Bluesrock aus Israel, Deutschlandfunk Kultur vom 3. Juni 2015, abgerufen am 10. März 2019